# 靖山画廊
靖山画廊（せいざんがろう）は創業1996年、東京都中央区銀座にある現代美術を中心にしたギャラリーおよびアートスペース。

## 概要
美術商の山田聖子により開設。当初は銀座七丁目にあったが、現在は銀座五丁目、歌舞伎座の近くに位置する。また、2018年9月にニューヨーク、チェルシーに支店を開設した。
日本画、洋画、油絵、工芸、写真、彫刻など古典から現代アートまで取り扱うギャラリー。
若手作家から巨匠まで、企画展も多く行い、絵画をインテリアに取り込んだアートコーディネートやアドバイス、買取・査定も行っている。
2019年新たに、買取専門の靖山画廊アートコンシェルジュを開設。

## 参考サイト
- 山田聖子✕高嶋ちさ子 TOKYO GINZA OFFICIAL
- 山田聖子『教養としての「芸術」入門』 幻冬舎出版